# Вурнары
Вурна́ры (чув. Вăрнар) — посёлок городского типа (с сельским населением как сельский населённый пункт с декабря 2005 года) в Чувашской Республике. Административный центр Вурнарского муниципального округа.

## География
Посёлок расположен в центральной части Чувашии, в 91 км к югу от Чебоксар. С востока граничит с Канашским, с юга — Ибресинским, с запада — Шумерлинским, с севера — Аликовским районами. Железнодорожная станция на линии Канаш-Арзамас.

## История
В 1896 году на современной территории поселка была образована православная община. Через год была построена церковь. В 1901 году община была преобразована в женский монастырь. В 1918 году была построена железнодорожная станция Вурнары, названная в честь речки Вурнарка, протекающей недалеко от станции. В начале 1919 года в поселке на Вокзальной улице появился первый жилой дом. В период 20-х годов в поселении основываются государственные лесозаготовительные предприятия. 20 августа 1925 года, согласно постановлению ЧАССР, поселок имеет своё управление в виде поселкового совета. 1938 г. — указом Президиума Верховного Совета РСФСР Вурнары преобразован в рабочий поселок. В период 30-х годов года были построены здания химзавода, семилетней, средней школы, районной больницы, ветполиклиники, электростанции, детского сада, детских яслей, районного дома культуры и т. п. В 40-е годы появляется стадион, мясокомбинат, пищекомбинат. На данном этапе в поселке развивается промышленность, активно осуществляется строительство жилищных и иных домов. Регулярно происходит благоустройство муниципального образования.

## Органы власти

Флаг городского поселения

В рамках организации местного самоуправления с 2004 по 2022 гг. в границах пгт существовало муниципальное образование Вурнарское городское поселение. Упразднено законом от 29 марта 2022 года в рамках преобразования муниципального района со всеми входившими в его состав поселениями путём их объединения в муниципальный округ. С 1 января 2023 года функционирует Вурнарский территориальный отдел.

## Население
| 1959    | 1970    | 1979    | 1989    | 1992    | 1993    | 1997    |
| ------- | ------- | ------- | ------- | ------- | ------- | ------- |
| 7418    | ↗9083   | ↗10 531 | ↗12 492 | ↗12 900 | →12 900 | ↗13 200 |
| 2001    | 2002    | 2005    | 2010    | 2012    | 2013    | 2014    |
| ↘12 900 | ↘10 929 | ↘10 900 | ↘10 086 | ↘9890   | ↘9744   | ↘9679   |
| 2015    | 2016    | 2017    | 2018    | 2019    | 2020    | 2021    |
| ↗9739   | ↗9904   | ↗9967   | ↗10 007 | ↘9989   | ↘9973   | ↗10 522 |

Национальный состав
Население чуваши, русские и др.

## Экономика
Основными источниками дохода бюджета являются налоги, государственные безвозмездные поступления и субсидии. В частности доход бюджета на 2013 год составляет почти 33 млн рублей, где доход от налогов 19,7 млн рублей.

## Образование
На территории муниципального образования действуют учреждения дошкольного, среднего общего и среднего профессионального образования, а также дополнительного образования.
В сфере дошкольного образования работают МБДОУ "Детский сад № 1 «Солнышко», МБДОУ "Детский сад № 3 «Ромашка», МБДОУ "Детский сад № 4 «Березка», МБДОУ "Детский сад № 5 «Рябинка», МБДОУ "Детский сад № 6 «Сеспель», МАДОУ "Детский сад № 7 «Ручеек».
В поселке существуют две общеобразовательные школы: МБОУ «Вурнарская СОШ № 1 им. И. Н. Никифорова», МБОУ «Вурнарская СОШ № 2», которые регулярно входят в ТОП-200 лучших сельских школ России.
В сфере среднего профессионального образования действует Вурнарский сельскохозяйственный техникум Минобразования Чувашии.
В поселке действуют иные организации, осуществляющие дополнительное образование.

## Медицина
В поселке действует БУ Чувашской Республики «Вурнарская центральная районная больница» Министерства здравоохранения Чувашской Республики.

## Религия
В поселке действует Церковь Георгия Победоносца РПЦ, Чувашская митрополия, Чебоксарская епархия.

## Спорт
В мае 1968 года при Вурнарском химическом заводе была организована футбольная команда «Химик». Позднее название было изменено на «Химик-Август». Клуб является неоднократным чемпионом и призёром республиканских, а также межрегиональных соревнований. Участник Второй лиги первенства России с сезона 2022/23.

## Известные уроженцы
Киркин Станислав Фёдорович (род. 1935) — советский и российский деятель науки, учёный-машиностроитель, изобретатель, доктор технических наук, профессор. Заслуженный работник высшей школы Российской Федерации (1998). 